# Adamantium
Adamantium là một hợp kim giả tưởng xuất hiện trong series truyện comic của Mỹ bởi Marvel Comics, được biết tới nhiều nhất là vật liệu cấu tạo nên vuốt và xương cho nhân vật Wolverine. Adamantium được sáng tạo bởi tác giả Roy Thomas cùng các nghệ sĩ Barry Windsor-Smith và Syd Shores trong tập 66 của bộ truyện Avengers (tháng 7 năm 1969) như một phần trong bộ giáp của nhân vật Ultron. Theo nguyên tác truyện, đặc điểm chính của Adamantium chính là việc nó không thể bị phá hủy.

## Từ nguyên học
Từ Adamantium là một tân từ Latin giả (nguyên gốc Latin thật: adamans, adamantem [cáo buộc]) được tạo ra dựa trên danh từ và tính từ adamant (và tính từ dẫn xuất đi theo là adamantine) với tân hậu tố Latin “-ium”. Cụm tính từ đã được sử dụng từ lâu nhằm chỉ đến những thứ vật chất mang tính bất khả xâm phạm, có độ cứng như kim cương hoặc mô tả những trường hợp vô cùng cương quyết và khó thay đổi (He adamantly refused to leave -– anh ấy một mực không chịu rời đi). Về danh từ adamant cũng được sử dụng để ám chỉ những vật có tính vô cùng kiên cố và bất khả xâm phạm, trước đây nó dùng để chỉ đến các loại đá hoặc khoáng chất có độ kiên cố cao, phổ biến nhất là kim cương và đá dăm. Adamant và văn từ adamantine thường được xuất hiện trong các tác phẩm nổi tiếng như Prometheus Bound, Aeneid, The Faerie Queene, Thiên đường đã mất, Gulliver du kí, Những cuộc phiêu lưu của Tom Sawyer, Chúa tể những chiếc nhẫn và bộ phim Forbidden Planet (được đề cập bằng tên: thép adamantine), tất cả những đề cập trên đều xuất hiện trước khi truyện tranh Marvel sử dụng cụm từ Adamantium.
*Adamantium cũng được xuất hiện như 1 siêu hợp kim vĩnh cửu trong vũ trụ giả tưởng Warhammer 40k của Game Workshop.

## Lịch sử và tính chất
Theo nguyên tác truyện tranh, các thành phần trước khi tạo ra hợp kim được giữ trong các lò riêng biệt nhau, điển hình là trong các khối nhựa thông trước khi đưa ra khuôn. Quá trình tạo ra Adamantium bắt đầu bằng việc nung chảy các khối lại với nhau, làm cho các thành phần bên trong có thể trộn lẫn với nhau kèm theo là sự bốc hơi của nhựa thông. Sau đó, hợp kim phải được đổ vào khuôn trong vòng tám phút. Nguyên nhân la Adamatium của Marvel có cấu trúc phân tử vô cùng ổn định đến độ nó không thể được đúc lâu hơn mặc dù nhiệt độ có thể đủ cao để giữ nó ở trạng thái lỏng. Ở trạng thái rắn, màu sắc của nó có phần xám đậm và sáng bóng giống như các loại thép cao cấp hay titanium. Adamantium gần như không thể bị phá hủy hoặc làm vỡ ở thể rắn và khi được đúc thành dạng có cạnh sắc như dao, kiếm hay vuốt thì nó có thể cắt các kim loại kém bền hơn rất dễ dàng.
Nhân vật Wolverine từng được phát hiện là có hộp sọ được bọc adamantium từ rất lâu trong phòng thí nghiệm của Apocalypse.

## Vai trò quan trọng
Adamantium xuất hiện trong nhiều ấn phẩm đã xuất bản của Marvel Comics cũng như các sản phẩm đã được cấp quyền (phim), nổi bật nhất là:
- Giáp ngoài của Ultron
- Khung xương và vuốt của Wolverine[7]
- Khung xương và vuốt của Sabretooth[8]
- Khung xương và móng của Lady Deathstrike[9]
- Vuốt của X-23[10]
- Cơ thể của Russian, sau khi được hồi sinh bởi tướng Kreigkopf[11]
- Bộ giáp - robot samurai bạc của Yashida Ichirō

## Ultimate Marvel
Trong các ẩn phẩm Ultimate Marvel của Marvel Comics, Adamantium có thêm khả năng bảo vệ tâm trí của cá nhân khỏi các đòn tấn công hoặc thăm dò bằng thần giao cách cảm.
Adamantium cũng là thành phần chính cấu tạo nên bộ vuốt/móng và khung xương của nhân vật Ultimate Wolverine và Ultimate Lady Deathstrike. Tuy nhiên, phiên bản Adamantium này lại không có độ kiên cố cao như các phiên bản khác của Marvel. Điển hình như trong Ultimates #5, Hulk đã làm gãy một mũi kim làm bằng Adamantium. Trong Ultimate X-Men #11 (tháng 12 năm 2001), một chiếc lồng bằng adamantium cũng bị hư hại bởi một quả bom. Trong Ultimate X-Men #12 (tháng 1 năm 2002), một trong bốn chiếc móng vuốt của Sabretooth đã bị gãy.